# Lakatámeia
Lakatámeia är en del av en befolkad plats i Cypern. Den ligger i distriktet Eparchía Lefkosías, i den östra delen av landet, 7 km sydväst om huvudstaden Nicosia. Lakatámeia ligger 195 meter över havet och antalet invånare är 38 345.
Terrängen runt Lakatámeia är lite kuperad.Trakten runt Lakatámeia är tätbefolkad, med 276 invånare per kvadratkilometer. Närmaste större samhälle är Nicosia, 7,3 km nordost om Lakatámeia. Trakten runt Lakatámeia är i huvudsak ett öppet busklandskap.